# Rakouský fotbalový svaz
Rakouský fotbalový svaz (německy: Österreichischer Fußball-Bund), známý pod zkratkou ÖFB, je řídící orgán fotbalu v Rakousku. Založen byl 18. března 1904. Organizuje Rakouskou fotbalovou Bundesligu, Rakouský pohár (ÖFB-Cup), Rakouskou fotbalovou reprezentaci, Rakouskou ženskou fotbalovou reprezentaci a rakouské mládežnické reprezentace. V roce 2018 bylo oznámeno založení futsalové reprezentace. Sídlí ve Vídni, v útrobách Ernst-Happel-Stadionu (adresa: Meiereistraße 7). Od roku 1905 je členem FIFA, od roku 1954 UEFA. Členem svazu je přes 2200 klubů, v nichž je organizováno přes 567 tisíc hráčů, což z Rakouského fotbalového svazu činí největší sportovní organizaci v Rakousku. Počátky svazového hnutí provázely spory národnostní i politické. Rakouský svaz například úspěšně lobboval za vyloučení Českého svazu fotbalového (založen již 1901) z federace FIFA, několikrát se také oddělily sociálnědemokraticky orientované kluby. Členem Rakouského svazu byly v počátcích také německé pražské kluby (české kluby ale nikoli). Legendárním funkcionářem svazu byl Hugo Meisl (česko-židovského původu), mj. zakladatel Středoevropského poháru.